# Jacquiniella steyermarkii
Jacquiniella steyermarkii är en orkidéart som beskrevs av Germán Carnevali och Robert Louis Dressler. Jacquiniella steyermarkii ingår i släktet Jacquiniella och familjen orkidéer. Inga underarter finns listade i Catalogue of Life.